# Аїша Ратеб
Аїша Ратеб (араб. عائشة راتب; 22 лютого 1928, Каїр, Єгипетське королівство — 4 травня 2013, Гіза, Єгипет) — єгипетська юристка, політична діячка і дипломат, феміністка; перша жінка — посол Єгипту. Викладачка міжнародного права в Каїрському університеті.

## Біографія
Народилася в Каїрі 22 лютого 1928 року в сім'ї з середнього класу. Вступила на філологічний факультет Каїрського університету, а через тиждень перевелася на юридичний. У 1949 році закінчила університет у Каїрі і продовжила освіту в університеті в Парижі. У 1955 році захистила докторський ступінь в галузі права.
Ще в 1949 році подала заявку на посаду судді у вищий судовий орган Єгипту. Заявку Ратеб відхилили через те, що вона була жінкою. Хусейн Серрі-паша, який обіймав у той час посаду прем'єр-міністра, сказав, що наявність жінки-судді суперечить традиціям єгипетського суспільства. Ратеб подала до суду на уряд країни, заявивши, що він порушив її конституційні права. Позов Ратеб став прецедентом у Єгипті. Справу вона програла, проте голова Державної ради Абдель-Разек ас-Санхурі визнав, що це був програш тільки з політичних і культурних причин, не заснованих на законах Єгипту або шаріату. Вчинок Ратеб і письмова думка ас-Санхурі спонукали інших жінок наслідувати її приклад. Тільки в 2003 році в Єгипті була призначена перша жінка-суддя, якою стала Тахані аль-Гебалі. У 2010 році прем'єр-міністр Єгипту розпорядився переглянути рішення про неприпустимість допуску жінок до посади судді. У липні 2015 року 26 єгиптянок були приведені до присяги суддями.
У 1971 році Аїша Ратеб увійшла до складу Центрального комітету арабського соціалістичного Союзу, у складі якого брала участь у створенні нової Конституції Єгипту. З усіх членів комітету вона єдиною заперечувала проти «надзвичайних повноважень, які Конституція надала тодішньому президенту Анвару Ас-Садату».
З 1974 по 1977 рік обіймала посаду міністра зі страхування та соціальних питань. Вона була другою жінкою на цій посаді і за час своєї роботи провела реформи, які покращили становище жінок у країні. Ввела обмеження на полігамію і затвердила легітимність розлучення, тільки якщо воно було засвідчене суддею. Ісламські фундаменталісти безуспішно намагалися перешкодити Ратеб. Вона також провела закон, що забезпечував можливість працевлаштування для людей з інвалідністю. У 1977 році, коли Уряд скасував субсидії щодо товарів першої необхідності для найбідніших громадян країни, Аїша Ратеб подала у відставку на знак протесту.
У 1979 році призначена першою жінкою-послом Єгипту і представляла країну з 1979 по 1981 рік в Данії і з 1981 по 1984 рік у ФРН. Ратеб критикувала президента Єгипту Хосні Мубарака через те, що за його правління розрив між багатими і бідними громадянами країни став ще більшим.
Померла в Гізі після раптової зупинки серця 4 травня 2013 року у віці 85 років.